# Dicliptera moritziana
Dicliptera moritziana är en akantusväxtart som beskrevs av S. Schau.. Dicliptera moritziana ingår i släktet Dicliptera och familjen akantusväxter. Inga underarter finns listade i Catalogue of Life.